# Póhatanok

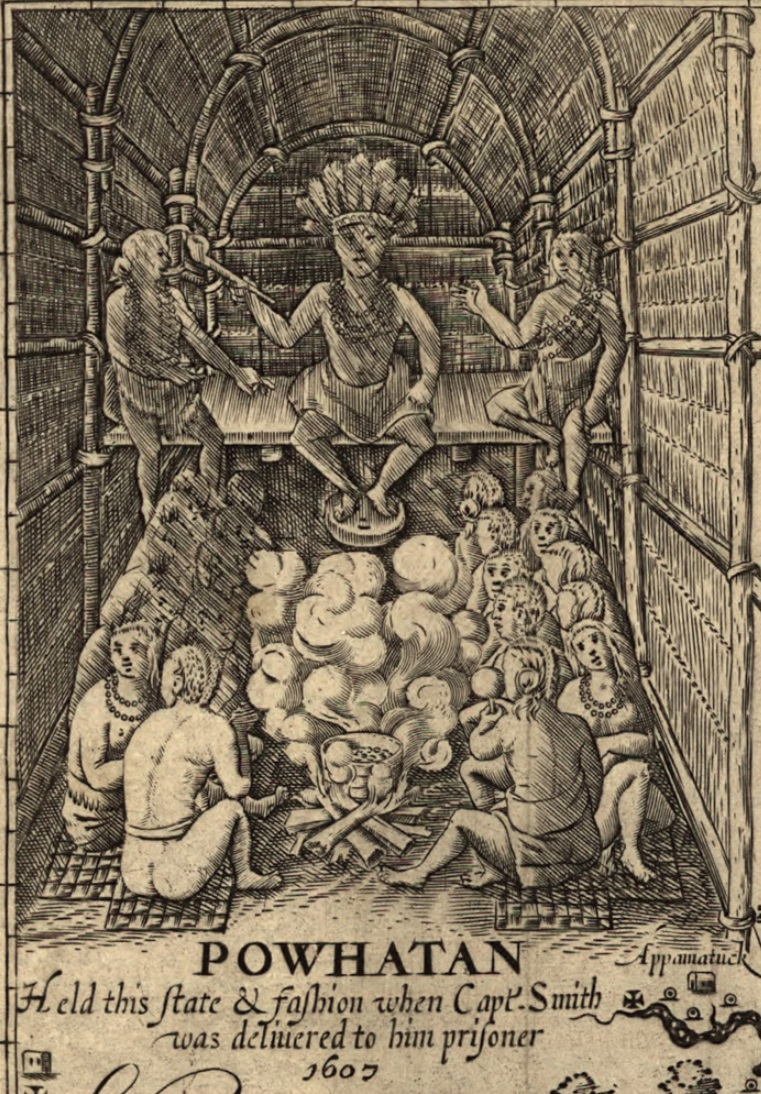
Póhatann főnök Werowocomocóban - kép John Smith naplójából (1612)

A póhatanok (angolos írásmóddal Powhatan, Powatan, Powhaten vagy Powhatan renape - az utóbbi szó szerint: „póhatan emberi lények”) algonkin nyelvű amerikai bennszülött törzs, illetve a törzs által vezetett nagyhatalmú törzsszövetség volt a mai New Jersey és Pennsylvania területén. Az északkeleti indiánok közé tartoznak.
A póhatan nevet a feltételezések szerint egy falujukról kapták. Virginiai algonkinok néven is ismerték őket: egy keleti algonkin nyelvet beszéltek és a betelepülő fehérekkel való első találkozások idején a mai Virginia keleti részében éltek.
A 17. század elején, a fehér betelepülők megjelenése idején a törzsszövetség politikai központja Werowocomoco falu volt.

## Történelem
A 16. század végén, illetve a 17. század elején egy Wahunsunacock nevű főnökük (vagy saját nyelvükön Weroance) jelentős birodalmat teremtett – a Tenakomakahnak („a sűrűn lakott föld”) nevezett szövetséget –, 30 törzset alávetve fegyverrel vagy szerződések útján a mai Kelet-Virginia jó részén. Ő maga a „póhatan főnök” címet viselte. A fehér telepesek megjelenése Jamestownban 1607-ben, majd az újabb telepeshullámok és terjeszkedésük konfliktusok sorozatához vezettek az indiánokkal, amelyek szinte folyamatosak voltak 37 évig.
Wahunsunacock 1618-ban meghalt és testvére, Opechancanough lett a főnök, akinek uralkodása alatt az ellenségeskedés a fehérekkel csúcspontjára jutott. Az új főnök nem tudta elűzni a fehéreket, az indiánokat pedig nagy számban gyilkolták le az 1622-es jamestowni mészárlás során, majd egy újabb nagy hullámban 1644-ben. Mindez a törzs szinte teljes kiirtásához vezetett. A póhatan szövetség hatalma elenyészett, sok őslakos beolvadt a fehérek, illetve a velük érkező afroamerikaiak közé.

## Jelenlegi helyzetük
21. századi virginiai maradékaik közé hét elismert törzs tartozik, közülük kettő, a Pamunkey és a Mattaponi a King William megyéből megközelíthető rezervátumban él.

## Emlékezetük
Sok évvel a póhatan szövetség megszűnte után, területüktől valamivel nyugatabbra Wahunsunacock főnök, Pokahontasz apja tiszteletére nevezték el Virginia állam Powhatan megyéjét.
Bár a póhatanok és az európai telepesek kultúrája nagyon eltért egymástól, Virginia első telepes családjainak leszármazottai közül sokan egyszerre fehér és indián ősökig vezetik vissza családfájukat, Thomas Rolfe-ig, Pokahontasz és John Rolfe fiáig.